# Бикбавов, Абдрашит Ильясович
Абдраши́т Илья́сович Бикба́вов (тат. Әбдрәшит Илъяс улы Бикбауов, 1896—1964) — государственный и общественный деятель, участник Башкирского национального движения, один из организаторов, командир и адъютант Башкирского войска.

## Участие в Башкирском национальном движении
Бикбавов Абдрашит Ильясович был активным участником башкирского национального движения. С 1918 года Башкирским правительством назначается адъютантом при главнокомандующем Башкирского Войска Заки Валиди, а в 1919 году становится командиром Башкирского Войска.
Колчак отказался признавать какие-либо автономные образования в России. В 1918 году советские части взяли под контроль Уфу. Все это вынудило Башкирское правительство заняться поиском путей к соглашению с Советской властью, Красной Армией. Начались переговоры между ними. 18 февраля 1919 году Башкирское правительство и войско перешли в селе Темясово (ныне Баймакский район Башкортостана) на сторону Красной Армии и Советской власти.
Тогда же они направили свою делегацию в составе председателя Башкирского правительства Мухаметхана (Мстислава) Кулаева, члена Башкирского правительства Муллаяна Халикова и командира Башкирского Войска Абдрашита Бикбавова в Москву для переговоров об образовании Башкирской автономной республики. В итоге 20 марта 1919 года в Москве было подписано Соглашение Советской власти с Башкирским правительством об образовании Автономной Башкирской Советской Республики. Этот исторический акт со стороны Советского правительства подписали председатель Совнаркома Владимир Ленин, председатель ВЦИК Михаил Владимирский и наркомнац Иосиф Сталин, с башкирской стороны — председатель Башкирского правительства Мухаметхан (Мстислав) Кулаев, член Башкирского центрального шуро Муллаян Халиков и адъютант Башкирскими войсками Абдрашит Бикбавов.
Башкирская Советская Республика создавалась в пределах Малой Башкирии и представляла собой федеративную часть РСФСР. В Малую Башкирию было включено 138 волостей, в том числе 75 волостей из Орского, Верхнеуральского, Челябинского и Троицкого уездов Оренбургской губернии, 41 волость из Стерлитамакского, Златоустовского и Уфимского уездов Уфимской губернии, 21 волость из Шадринского, Красноуфимского и Екатеринбургского уездов Пермской губернии и одна волость из Бузулукского уезда Самарской губернии.
Вся полнота власти в пределах Башкирской Советской Республики впредь, до созыва съезда Советов передавалась Временному Башкирскому революционному комитету (Башревкому). По приказу Центра, Башкирские войска направлялись на различные фронта и в Петроград.
С 1921 года по 1923 год Бикбавов работал заместителем председателя Совета народного хозяйства БАССР